# Caenurgia togotaria
Caenurgia togotaria är en fjärilsart som beskrevs av Francis Walker 1862.
Caenurgia togotaria ingår i släktet Caenurgia och familjen nattflyn. Inga underarter finns listade i Catalogue of Life.